# Serhiivka, Sofiivka
Serhiivka (în ucraineană Сергіївка) este un sat în comuna Ordo-Vasîlivka din raionul Sofiivka, regiunea Dnipropetrovsk, Ucraina.

## Demografie
Componența lingvistică a localității Serhiivka
     Ucraineană (97,1%)
     Rusă (2,5%)
     Alte limbi (0,26%)
Conform recensământului din 2001, majoritatea populației localității Serhiivka era vorbitoare de ucraineană (97,1%), existând în minoritate și vorbitori de rusă (2,5%).